# Chionaema rubromarginata
Chionaema rubromarginata là một loài bướm đêm thuộc phân họ Arctiinae, họ Erebidae.